# Antanas Mockus

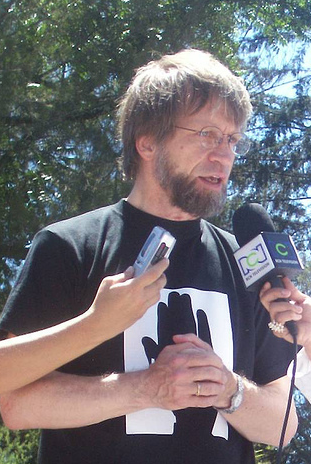
Antanas Mockus (2008)

Aurelijus Rutenis Antanas Mockus Šivickas (Bogotá, 25 de março de 1952) é um matemático, filósofo,  político e educador colombiano. Filho de imigrantes lituanos,  é mestre em Filosofia pela Universidade Nacional da Colômbia (UN), da qual foi reitor, e é também licenciado em Matemática e Filosofia pela Universidade de Dijon. Foi agraciado com um doutorado Honoris Causa pela Universidade de Paris XIII.

## Carreira política
Antanas Mockus foi prefeito de Bogotá por dois mandatos, de 1995 a 1997 e de 2001 a 2004. 
Em setembro de 2009, ele aderiu ao Partido Verde ao lado de Luis Eduardo Garzón e Enrique Peñalosa. Mockus foi escolhido pelo partido para concorrer às eleições presidenciais colombianas, tendo sido segundo colocado, atrás de Juan Manuel Santos, candidato governista e ex-ministro da Defesa  do país, que obteve 68,9% dos votos. 

## Biografia
Filho de imigrantes originários da Lituânia, foi considerado como criança-prodígio. Aprendeu a ler aos dois anos de idade e se formou com mérito e distinção no Liceo Francés de Bogotá em 1969. Estudou matemática e filosofia em Dijon (França) em 1972.
Fez mestrado em Filosofia na Universidade Nacional da Colômbia escrevendo uma tese com o título "Representar e dispor: um estudo da noção de representação orientado à avaliação do seu papel na compreensão prévia do ser como disponibilidade" no ano de 1988. Foi designado Reitor Geral da Universidad Nacional em 1990. Primeiro como Vice-reitor Académico e depois disso foi reconhecido por impulsionar uma reforma acadêmica e de política do bem-estar na Universidade, e por uma serie de ações públicas polêmicas como, por exemplo, ir ao seu escritório de bicicleta, pegar os próprios genitais em frente de uma multidão na cidade de Manizales e, ainda mais, por baixar as calças num auditório da Universidad Nacional para mostrar os glúteos em frente de um grupo de estudantes que o impediam de fazer uma alocução.
Depois daquela inesperada intervenção, o seu nome ganhou transcendência nacional, mas no ano 1993, foi forçado a renunciar ao cargo de Reitor[3] e, depois de uma postulação falida para exercer o mesmo cargo no período seguinte, apresentar-se como candidato à prefeitura de Bogotá. Com uma campanha sem precedentes no mundo, na qual não houve publicidade, mas promessas eleitorais de uma nova cidade fundada em uma doutrina que ele chamou de 'cultura cidadã', derrotou o seu principal opositor Enrique Peñalosa. Renunciou ao cargo no início de 1997, para poder lançar-se como candidato nas eleições presidenciais de 1998.
Em 2000 regressou ao cenário político como candidato a uma segunda eleição para alcaide de Bogotá. O mandato de Mockus terminou em 2003, para ser substituído por Luis Eduardo Garzón. Mockus decide então tomar um ano sabático, viajando e dialogando ao redor do mundo. Pensava regressar ao CNU no ano seguinte, apesar de contemplar a ideia de lançar uma campanha presidencial.
Depois de passar duas semanas na Kennedy School of Government nos Estados Unidos em 2004, "para partilhar experiências sobre o compromisso cidadão que tinham os estudantes e a faculdade", Mockus regressou a Harvard como professor visitante de línguas românicas para dar aulas de castelhano no segundo semestre de 2004. Em novembro, Mockus fez uma viagem à Universidade da Virgínia para falar sobre o uso de mecanismos sociais positivos em relação ao seu cargo de prefeito de Bogotá.
Em 2004, o diário Draugas escolheu Mockus como o "Lituano do Ano". Em outubro de 2004, visitou pela primeira vez a comunidade lituana de Chicago (Illinois), que é a maior comunidade de lituanos fora da Lituânia.
Em maio de 2010, passou ao segundo turno das eleições presidenciais colombianas mas perdeu para Juan Manuel Santos.